# 전용학
전용학(田溶鶴, 1952년 11월 28일 ~ )은 대한민국의 언론인, 정치인이다.

## 생애
충청남도 아산에서 태어나 거산초등학교, 계광중학교, 천안고등학교와 서울대학교 법학과를 졸업하였다. 1980년 태평양건설 입사를 시작했고, 1981년부터 1989년까지 MBC 기자를 활동했으며, 1989년 세계일보 정치부 기자를 거쳐, 1991년 SBS로 이직한 그는 SBS 8 뉴스 앵커를 거쳐 정치인으로 변신했다. 2000년 제16대 국회의원이었으며, 2003년에는 한나라당과 정치개혁특위위원등을 맡았다. 한나라당 제2사무부총장, 조지타운대학교 객원교수를 맡았다. 2007년 이명박 대선후보 충남선거대책위원회 총괄본부장으로 일했으며, 2008년에는 한국조폐공사 사장으로 취임했다.

## 학력
- 천안고등학교
- 서울대학교 법학 학사
- 고려대학교 행정대학원 석사과정수료

## 역대 선거 결과
|  | 36.38% |

|  | 30.12% |

|  | 35.56% |

|  | 40.02% |

## 가족 관계
- 배우자 : 윤오용
  - 딸 : 전윤주ㆍ전현주
    - 사위 : 김준모